# Le Courrier de l'or
Pour plus de détails, voir Fiche technique et Distribution.
Le Courrier de l'or (Westbound) est un film américain réalisé par Budd Boetticher et sorti en 1959.

## Synopsis
Aux États-Unis, en 1864, lors de la Guerre de Sécession, John Hayes, capitaine nordiste, est chargé d'organiser au Colorado le convoyage par diligence des chargements d'or depuis la Californie vers les banques de l'Union. Il va se heurter à l'hostilité des habitants, sympathisants des États du Sud, et devoir se mesurer à Clay Putnam, officier de la Confédération, qui va empêcher les acheminements par tous les moyens.

## Fiche technique
- Titre original : Westbound
- Titre français : Le Courrier de l'or
- Réalisation : Budd Boetticher
- Scénario : Berne Giler, d'après une histoire d'Albert Shelby Levino
- Direction artistique : Howard Campbell
- Décors : Eugene Redd
- Costumes : Howard Shoup, Alex Telcoff, Marie Blanchard
- Photographie : J. Peverell Marley
- Son : Sam F. Goode, Francis Stahl
- Montage : Philip W. Anderson
- Musique : David Buttolph
- Production : Henry Blanke
- Société de production : Warner Bros. Pictures
- Société de distribution : Warner Bros. Pictures
- Pays d'origine :  États-Unis
- Langue originale : anglais
- Format : couleur (Warnercolor) — 35 mm — 1,85:1 — Son Mono (RCA Sound Recording)
- Tournage :
  - Période : du 8 octobre 1957 jusqu'au début novembre 1957
  - Intérieurs : Warner Brothers Burbank Studios, Burbank (Californie)
  - Extérieurs : Warner Ranch, Calabasas (Californie)
- Genre : western
- Durée : 72 minutes
- Dates de sortie :
  -  États-Unis : 15 avril 1959
  -  France : 4 septembre 1959
- Affiche : Jean Mascii (France)

## Distribution
- Randolph Scott (VF : Raymond Loyer) : le capitaine John Hayes
- Virginia Mayo (VF : Claire Guibert) : Norma Putnam
- Karen Steele (VF : Jeanine Freson) : Jeannie Miller
- Michael Dante (VF : Jean Amadou) : Rod Miller
- Andrew Duggan (VF : Pierre Leproux) : Clay Putnam
- Michael Pate (VF : Serge Sauvion) : Mace
- Wally Brown (VF : Albert Montigny) : Stubby
- John Day (VF : Henry Djanik) : Russ
- Walter Barnes (VF : Jean Clarieux) : Willis
- Fred Sherman (VF : Raymond Rognoni) : Christy
- Mack Williams (VF : Jacques Berlioz) : le colonel Vance
- Ed Prentiss (VF : Robert Bazil) : James Fuller
- Rory Mallinson (VF : William Sabatier) : un employé
- Rudi Dana : "Fish-eyes"
- John Epper : un fermier
- Gary Epper (VF : Linette Lemercier) : un garçon
- Kermit Maynard : un conducteur
- Tom Munro (VF : Georges Atlas) : Ed, l'employé du ranch Putnam

## Autour du film
- C'est l'un des films auxquels Jean-Luc Godard fait référence dans À bout de souffle. Une des innovations du cinéma Nouvelle Vague est d'insérer un évènement d'actualité dans le récit. Les deux protagonistes de son film, Michel Poiccard (Jean-Paul Belmondo) et Patricia Franchini (Jean Seberg) assistent à la projection de Westbound qui sort en France le 4 septembre 1959 et Godard achève le tournage d'À bout de souffle le 19 septembre 1959.